# Zlati obroč Rusije
Zlati obroč Rusije (rusko: Золото́е кольцо́ Росси́и) je obsežno območje, v katerem stara ruska mesta ležijo v obliki prstana / obroča in med njimi dobro znana tematska pot. Mesta so severovzhodno od Moskve in so bila v severovzhodnem delu stare Rusije . Zlati prstan Rusije je prej obsegal regijo, imenovano Zalesje. Zamisel o poti in pojmu je leta 1967 ustvaril sovjetski zgodovinar in esejist Jurij Bičkov, ki je v časopisu Sovetska kultura v novembru – decembru 1967 objavil vrsto esejev o mestih pod naslovom Zlati obroč .Bičkov je bil eden od ustanoviteljev Vseruskega društva za varstvo spomenikov zgodovine in kulture (Vserossiiskoe obshchestvo okhrany pamiatnikov istorii i kul'tury; VOOPIK).
Ta starodavna mesta, ki so imela tudi pomembno vlogo pri nastanku Ruske pravoslavne cerkve, ohranjajo spomin na najpomembnejše in znamenite dogodke v ruski zgodovini. Mesta se imenujejo muzeji na prostem in predstavljajo edinstvene spomenike ruske arhitekture 12. - 18. stoletja, vključno s kremlji, samostani, stolnicami in cerkvami. Ta mesta sodijo med najbolj slikovite v Rusiji, pri tem imajo vidno mesto ruske čebulne kupole.

## Mesta
Turisti in domačini so dolga leta razpravljali o tem, katera mesta so 'uradno' del Zlatega obroča . Uradnega seznama ni, z izjemo osmih glavnih mest: Jaroslavl, Kostroma, Ivanovo, Suzdal, Vladimir, Sergiev Posad, Pereslavl-Zaleski in Rostov Veliki . Poleg teh so še druga stara mesta v regiji Ivanovega, Vladimir in Yaroslavl, del prstana in sicer Palekom, Plišom in Šujo (regija Ivanovo) Gorokhovec, Gus-Hrususnini, Murom, Juriev-Polski (regija Vladimir) in Ribinsk, Tutaej in Uglič (regija Jaroslavl). Številna mesta najdemo ob avtocesti M8, do nje pa se pride z železniške postaje Jaroslavski v Moskvi. Nekatere cerkve, kremlji in samostani je Unesco vpisal na seznam svetovne dediščine. V Rusiji je območje Zlatega obroča ena izmed regij, ki je vse do danes močno ohranila številne tradicije in kulturo starodavne Rusije.
- Sergijev Posad (Séргиев Поса́д) je edino mesto v moskovski regiji, ki je vključeno v Zlati obroč. Tesno je povezano z od Unesca zaščitenim Trojiškim samostanom sv. Sergija, ki jo je v 14. stoletju ustanovil sveti Sergij iz Radoneža. Lavra (velik samostan) je danes eno najpomembnejših verskih krajev v Rusiji, sveti Sergij pa je eden najbolj cenjenih ruskih svetnikov.
- Pereslavelj-Zaleski (Переславль-Залесский) je rojstni kraj Aleksandra Nevskega - slavnega ruskega junaka, kneza in svetnika. Povezan je tudi s Petrom Velikim, ki je nekoč na Plesčevem jezeru imel flotiljo igrač. Poleg tega se mesto ponaša tudi s čudovito cerkvijo iz 12. stoletja, gomilnimi grobnicami in šestimi samostani, od katerih so aktivni štirje.
- Rostov Veliki (Ростов) je znan kot Rostov Veliki, da ga ločimo od večjega Rostova na Donu. Je eno najstarejših mest v Rusiji, prvič je bilo omenjeno v kronikah leta 862. Njegov najbolj impresiven prizor je kremelj iz belega kamna, ki stoji ob jezeru Nero in je danes muzejski kompleks. Mesto ima tudi tri samostane in muzeje, posvečene umetnosti slikanja na emajlu, po katerem mesto slovi.
- Jaroslavelj (Ярослáвль) velja za neuradno prestolnico Zlatega obroča in je tudi na seznamu Unescove svetovne dediščine. Domneva se, da ga je leta 1010 ustanovil knez Jaroslav Modri, po katerem je dobil ime. Glavna znamenitost mesta je samostan Odrešenikovega spreobrnjenja, ki je danes muzej, med njegovimi številnimi čudovitimi cerkvami pa sta najbolj znani cerkev preroka sv. Ilije in cerkev Janeza Krstnika, obe sta lepo okrašeni s freskami. Jaroslavelj je le 3-ure vožnje oddaljen z ekspresnim vlakom iz Moskve.
- Kostroma (Кострома); kot Moskvo verjamejo, da je Kostromo ustanovil veliki princ Jurij Dolgoroki v 12. stoletju. Mesto je najbolj znano po Ipatijevskem samostanu, ki je povezan z rodbino Romanov, saj je bil prvi car - car Mihael - tu maziljen. Kostroma je najbolj oddaljen kraj od Moskve, do njega se lahko pripelje z nočnim vlakom iz prestolnice.
- Ivanovo (Иваново) je najmlajše in najbolj industrijsko od vseh mest Zlatega obroča. Pred tem je bilo mesto znano kot Ivanovo-Voznesensk po dveh vaseh, ki sta se združili v novo mesto leta 1871. Za vedno je povezano s svojo nekdaj cvetočo trgovino s tekstilom, ki je privedla do tega, da je mesto postalo znano kot mesto nevest in ruski Manchester.
- Gus-Hhrustalny (Гусь-Хрустальный)
- Suzdal (Суздаль) se zaradi številnih ohranjenih starih stavb in pomanjkanja industrializacije pogosto imenuje kar muzej na prostem. Unesco varuje več znamenitosti pod skupnim naslovom Beli spomeniki Vladimira in Suzdala (orig. White Monuments of Vladimir and Suzdal). Znamenitosti so Odrešenikov-Jefimijev samostan, ki je zdaj muzej in muzej v Kremlju ter cerkev Marijinega rojstva. Poleg tega so v mestu še štirje samostani.
- Vladimir (Владимир), nekdanja prestolnica srednjeveške Rusije, je zgodovinsko pomemben. Je nekoliko bolj industrijski od soseda Suzdala, toda cerkev svetega Dimitrija in cerkev Marijinega vnebovzetja, Zlata vrata so pod Unescovo zaščito in mojstrovine starodavne ruske arhitekture.
- Ribinsk (Рыбинск)
- Uglič (Углич)
- Miškin (Мышкин)
- Aleksandrov (Александров)

## Vprašanja trajnostnega razvoja
Zdaj glavna in najbolj priljubljena turistična pot okoli provincialnih mest srednjeevropske Rusije  ustvarjanje Zlatega obroča ni brez polemike. S trajnostnega stališča so se postavljala vprašanja, kaj je resnični namen Zlatega obroča: naj bo to ohranitev starodavnih arhitekturnih spomenikov ali poskus posodobitve turistične panoge znotraj Rusije, ki bi spodbudila gospodarsko rast. Ne glede na to je zaradi velikega priliva ljudi v mesta prišlo do logističnih težav, vključno s potrebo po nastanitvi in prehranjevanju velike količine turistov in s tem propadanjem zgodovinskih stavb, ki jih obiskujejo.